# Salitrillo, Guanajuato
Salitrillo är en ort i Mexiko.   Den ligger i kommunen San Miguel de Allende och delstaten Guanajuato, i den centrala delen av landet, 240 km nordväst om huvudstaden Mexico City. Salitrillo ligger 1 871 meter över havet och antalet invånare är 242.
Terrängen runt Salitrillo är kuperad söderut, men norrut är den platt. Runt Salitrillo är det ganska tätbefolkat, med 96 invånare per kvadratkilometer. Närmaste större samhälle är San Miguel de Allende, 11,3 km nordost om Salitrillo. Trakten runt Salitrillo består i huvudsak av gräsmarker.